# Achillea sergievskiana
Achillea sergievskiana là một loài thực vật có hoa trong họ Cúc. Loài này được Shaulo & Shmakov mô tả khoa học đầu tiên năm 2002.